# Sarwat Fatima
Sarwat Fatima (en ourdou : ثروت فاطمہ), est une femme politique pakistanaise.
Avec Muhammad Qasim Fakhri et Muhammad Younus Soomro, elle est l'un des trois seuls membres du Tehreek-e-Labbaik Pakistan (TLP) à avoir été élu député (dans une assemblée provinciale) au cours des élections législatives de 2018. 

## Études
Sarwat Fatima est titulaire d'un Bachelor of Medicine and Surgery.

## Carrière politique
Sarwat Fatima est élue à l'Assemblée provinciale du Sind à la suite des élections législatives de 2018 en tant que candidate du Tehreek-e-Labbaik Pakistan (TLP) pour un siège réservé aux femmes. Elle entre en fonction le 13 août 2018, date de sa prestation de serment,. Elle est la seule femme politique du TLP à se faire élire sur un siège spécial et à rejoindre une Assemblée provinciale.

### Résolutions à l'Assemblée provinciale
Sarwat Fatima présente une résolution conjointe visant à condamner le projet de transfert du siège de la Pakistan International Airlines de Karachi à Islamabad, qui est adoptée par l'Assemblée provinciale du Sind le 24 janvier 2019. 
Le 12 janvier 2021, suivant les positions de son parti à l'échelle nationale, elle présente une résolution individuelle demandant à « arrêter immédiatement le commerce, les liaisons aériennes et navales avec la France ». 
Le 21 mai 2021, l'Assemblée provinciale du Sind adopte à l'unanimité une « résolution contre la cruauté et la brutalité envers la Palestine »,,. Juste avant le vote de la résolution, Sarwat Fatima prononce un discours remarqué dans lequel elle déclare notamment : « Le Pakistan, Al-Hamdou Lillah, est une puissance nucléaire. Ces bombes atomiques ne sont pas là pour décorer. Nous exigeons du Premier ministre du Pakistan qu'il envoie un message clair à Israël pour qu'il mette fin à la persécution actuelle de la Palestine, sinon nous effacerons Israël de la carte du monde. ». Ce discours connait un regain de popularité deux ans plus tard lors de la guerre à Gaza depuis 2023.

## Vie privée
Sarwat Fatima est mariée à Muhammad Saleem.